# Built to Spill
Built to Spill er et amerikansk band.
Debuten med Ultimate Alternative Wavers udkom i 1993. Senere udkom There's Nothing Wrong with Love, Perfect From Now On og Keep It Like a Secret.
Efter årtusindeskiftet har man ikke hørt frygtelig meget til gruppen. Som en reaktion på de gentagne udskiftninger, der har præget Built to Spill i dens 14-årige levetid, tog bandmedlemmerne efter 2001-udgivelsen Ancient Melodies of the Future en lang spillepause, som frontmand Doug Martsch blandt andet brugte på at udsende soloalbummet Now You Know (2002).
Først i april 2006 var gruppen atter klar med nyt materiale i form af albummet You in Reverse, der bl.a. bød på det næsten ni minutter lange åbningsnummer Going Against Your Mind.

## Diskografi
- Ultimate Alternative Wavers (1993)
- There's Nothing Wrong with Love (1994)
- Perfect from Now On (1997)
- Keep It Like a Secret (1999)
- Ancient Melodies of the Future (2001)
- You in Reverse (2006)
- There Is No Enemy (2009)
- Untethered Moon (2015)
- Built to Spill Plays the Songs of Daniel Johnston (2020)